# فهرست کشورها بر پایه آهنگ رشد تولیدات صنعتی
این فهرست کشورها بر پایه آهنگ رشد تولیدات صنعتی است. آمار بر اساس کتاب حقایق جهان منتشر شده است. کشورهای عضو گروه ۲۰ به‌صورت مورب و ضخیم، نشان داده شده است.
| رتبه | کشور                 | درصد آهنگ رشد تولیدات صنعتی | تاریخ     |
| ---- | -------------------- | --------------------------- | --------- |
| ۱    | جمهوری کنگو          | ۱۲٫۰۰                       | ۲۰۱۰ est. |
| ۲    | اروگوئه              | ۱۶٫۵۰                       | ۲۰۱۰ est. |
| ۳    | قطر                  | ۲۷٫۱۰                       | ۲۰۱۰ est. |
| ۴    | گینه استوایی         | ۱٫۸۰                        | ۲۰۱۰ est. |
| ۵    | جمهوری آذربایجان     | ۳٫۵۰                        | ۲۰۱۰ est. |
| ۶    | لسوتو                | ۳٫۰۰                        | ۲۰۱۰ est. |
| ۷    | آنگولا               | ۵٫۰۰                        | ۲۰۱۰ est. |
| ۸    | بلاروس               | ۱۰٫۵۰                       | ۲۰۱۰ est. |
| ۹    | ازبکستان             | ۸٫۰۰                        | ۲۰۱۰ est. |
| ۱۰   | لائوس                | ۱۷٫۷۰                       | ۲۰۱۰ est. |
| ۱۱   | چین                  | ۱۱٫۰۰                       | ۲۰۱۰ est. |
| ۱۲   | عراق                 | ۴٫۳۰                        | ۲۰۱۰ est. |
| ۱۳   | تانزانیا             | ۷٫۰۰                        | ۲۰۱۰ est. |
| ۱۴   | سائوتومه و پرنسیپ    | ۷٫۰۰                        | ۲۰۱۰ est. |
| ۱۵   | موزامبیک             | ۸٫۰۰                        | ۲۰۱۰ est. |
| ۱۶   | تیمور شرقی           | ۸٫۵۰                        | ۲۰۰۴ est. |
| ۱۷   | کامبوج               | ۵٫۵۰                        | ۲۰۱۰ est. |
| ۱۸   | بوروندی              | ۷٫۰۰                        | ۲۰۱۰ est. |
| ۱۹   | تایلند               | ۱۴٫۵۰                       | ۲۰۱۰ est. |
| ۲۰   | رواندا               | ۷٫۵۰                        | ۲۰۱۰ est. |
| ۲۱   | رومانی               | ۱٫۵۰                        | ۲۰۱۰ est. |
| ۲۲   | ماداگاسکار           | ۲٫۰۰                        | ۲۰۱۰ est. |
| ۲۳   | کیپ ورد              | ۴٫۰۰                        | ۲۰۱۰ est. |
| ۲۴   | گینه                 | ۳٫۰۰                        | ۲۰۱۰ est. |
| —    | جزایر فارو           | ۸٫۰۰                        | ۲۰۰۷ est. |
| ۲۵   | کویت                 | ۲٫۱۰                        | ۲۰۱۰ est. |
| ۲۶   | امارات متحده عربی    | ۳٫۲۰                        | ۲۰۱۰ est. |
| ۲۷   | مصر                  | ۵٫۵۰                        | ۲۰۱۰ est. |
| ۲۸   | بولیوی               | ۴٫۰۰                        | ۲۰۱۰ est. |
| ۲۹   | میانمار              | ۴٫۳۰                        | ۲۰۱۰ est. |
| ۳۰   | جمهوری چک            | ۱۵٫۹۰                       | ۲۰۱۰ est. |
| ۳۱   | ویتنام               | ۱۴٫۰۰                       | ۲۰۱۰ est. |
| ۳۲   | زامبیا               | ۱۲٫۱۰                       | ۲۰۱۰ est. |
| ۳۳   | اوگاندا              | ۶٫۰۰                        | ۲۰۱۰ est. |
| ۳۴   | بنگلادش              | ۶٫۴۰                        | ۲۰۱۰ est. |
| ۳۵   | پاناما               | ۲٫۰۰                        | ۲۰۱۰ est. |
| ۳۶   | هند                  | ۹٫۷۰                        | ۲۰۱۰ est. |
| ۳۷   | آرژانتین             | ۶٫۷۰                        | ۲۰۱۰ est. |
| ۳۸   | غنا                  | ۵٫۰۰                        | ۲۰۱۰ est. |
| ۳۹   | نامیبیا              | ۶٫۵۰                        | ۲۰۱۰ est. |
| ۴۰   | سورینام              | ۶٫۵۰                        | ۱۹۹۴ est. |
| ۴۱   | سوئیس                | ۲٫۷۰                        | ۲۰۱۰ est. |
| ۴۲   | اسلواکی              | ۷٫۵۰                        | ۲۰۱۰ est. |
| ۴۳   | بوسنی و هرزگوین      | ۳٫۳۰                        | ۲۰۱۰ est. |
| ۴۴   | پاپوآ گینه نو        | ۱۰٫۰۰                       | ۲۰۱۰ est. |
| ۴۵   | سری‌لانکا             | ۶٫۹۰                        | ۲۰۱۰ est. |
| ۴۶   | کوبا                 | ۰٫۸۰                        | ۲۰۱۰ est. |
| ۴۷   | اتیوپی               | ۹٫۵۰                        | ۲۰۱۰ est. |
| ۴۸   | لهستان               | ۶٫۵۰                        | ۲۰۱۰ est. |
| ۴۹   | مالاوی               | ۱۷٫۳۰                       | ۲۰۱۰ est. |
| ۵۰   | مولدووا              | ۴٫۵۰                        | ۲۰۱۰ est. |
| ۵۱   | گرجستان              | ۴٫۰۰                        | ۲۰۱۰ est. |
| ۵۲   | گامبیا               | ۸٫۹۰                        | ۲۰۱۰ est. |
| ۵۳   | لیبی                 | ۲٫۷۰                        | ۲۰۱۰ est. |
| ۵۴   | مراکش                | ۴٫۴۰                        | ۲۰۱۰ est. |
| ۵۵   | بنین                 | ۳٫۰۰                        | ۲۰۱۰ est. |
| ۵۶   | ایسلند               | -۱٫۰۰                       | ۲۰۱۰ est. |
| ۵۷   | بحرین                | ۱٫۵۰                        | ۲۰۱۰ est. |
| ۵۸   | نیجر                 | ۵٫۱۰                        | ۲۰۰۳ est. |
| ۵۹   | جمهوری ایرلند        | ۵٫۰۰                        | ۲۰۱۰ est. |
| ۶۰   | اوکراین              | ۸٫۰۰                        | ۲۰۱۰ est. |
| ۶۱   | سنگال                | ۳٫۸۰                        | ۲۰۱۰ est. |
| ۶۲   | فیلیپین              | ۱۱٫۵۰                       | ۲۰۱۰ est. |
| ۶۳   | ساحل عاج             | ۴٫۵۰                        | ۲۰۱۰ est. |
| ۶۴   | کامرون               | ۴٫۰۰                        | ۲۰۱۰ est. |
| ۶۵   | گینه بیسائو          | ۴٫۷۰                        | ۲۰۰۳ est. |
| ۶۶   | لیتوانی              | ۲٫۵۰                        | ۲۰۱۰ est. |
| ۶۷   | پاکستان              | ۴٫۹۰                        | ۲۰۱۰ est. |
| ۶۸   | الجزایر              | ۴٫۸۰                        | ۲۰۱۰ est. |
| ۶۹   | ایران                | ۴٫۳۰                        | ۲۰۱۰ est. |
| ۷۰   | موریس                | ۳٫۳۰                        | ۲۰۱۰ est. |
| ۷۱   | اسلوونی              | ۱٫۰۰                        | ۲۰۱۰ est. |
| ۷۲   | بورکینافاسو          | ۵٫۵۰                        | ۲۰۱۰ est. |
| ۷۳   | تونس                 | ۱٫۶۰                        | ۲۰۱۰ est. |
| ۷۴   | عربستان سعودی        | ۳٫۱۰                        | ۲۰۱۰ est. |
| ۷۵   | پرو                  | ۸٫۵۰                        | ۲۰۱۰ est. |
| ۷۶   | کره جنوبی            | ۱۲٫۱۰                       | ۲۰۱۰ est. |
| ۷۷   | اتریش                | ۷٫۰۰                        | ۲۰۱۰ est. |
| ۷۸   | ترینیداد و توباگو    | ۲٫۵۰                        | ۲۰۱۰ est. |
| ۷۹   | برزیل                | ۱۱٫۵۰                       | ۲۰۱۰ est. |
| ۸۰   | قرقیزستان            | ۶٫۰۰                        | ۲۰۱۰ est. |
| ۸۱   | اسرائیل              | ۵٫۷۰                        | ۲۰۱۰ est. |
| ۸۲   | فنلاند               | ۶٫۰۰                        | ۲۰۱۰ est. |
| ۸۳   | ترکیه                | ۶٫۰۰                        | ۲۰۱۰ est. |
| ۸۴   | هندوراس              | ۲٫۴۰                        | ۲۰۱۰ est. |
| ۸۵   | سیشل                 | ۴٫۰۰                        | ۲۰۰۸ est. |
| ۸۶   | تاجیکستان            | ۷٫۵۰                        | ۲۰۱۰ est. |
| ۸۷   | مالزی                | ۸٫۵۰                        | ۲۰۱۰ est. |
| ۸۸   | بلغارستان            | ۰٫۴۰                        | ۲۰۱۰ est. |
| ۸۹   | السالوادور           | ۰٫۹۰                        | ۲۰۱۰ est. |
| ۹۰   | آفریقای جنوبی        | ۳٫۰۰                        | ۲۰۱۰ est. |
| ۹۱   | کنیا                 | ۴٫۰۰                        | ۲۰۱۰ est. |
| ۹۲   | استرالیا             | ۳٫۰۰                        | ۲۰۱۰ est. |
| ۹۳   | گواتمالا             | ۲٫۶۰                        | ۲۰۱۰ est. |
| ۹۴   | عمان                 | ۴٫۵۰                        | ۲۰۱۰ est. |
| ۹۵   | جمهوری دومینیکن      | ۱٫۵۰                        | ۲۰۱۰ est. |
| ۹۶   | یونان                | ۳٫۲۰                        | ۲۰۱۰ est. |
| ۹۷   | سوریه                | ۶٫۰۰                        | ۲۰۱۰ est. |
| ۹۸   | سان مارینو           | ۳٫۱۰                        | ۲۰۰۷      |
| ۹۹   | آلبانی               | ۳٫۰۰                        | ۲۰۱۰ est. |
| ۱۰۰  | توگو                 | ۲٫۵۰                        | ۲۰۱۰ est. |
| ۱۰۱  | نیکاراگوئه           | ۱٫۵۰                        | ۲۰۱۰ est. |
| ۱۰۲  | مغولستان             | ۳٫۰۰                        | ۲۰۰۶ est. |
| ۱۰۳  | جمهوری آفریقای مرکزی | ۳٫۰۰                        | ۲۰۰۲      |
| ۱۰۴  | ارمنستان             | ۸٫۰۰                        | ۲۰۱۰ est. |
| ۱۰۵  | کرواسی               | -۰٫۹۰                       | ۲۰۱۰ est. |
| ۱۰۶  | قبرس                 | ۰٫۱۰                        | ۲۰۱۰ est. |
| ۱۰۷  | اندونزی              | ۴٫۰۰                        | ۲۰۱۰ est. |
| ۱۰۸  | نیجریه               | ۴٫۰۰                        | ۲۰۱۰ est. |
| ۱۰۹  | ساموآ                | ۲٫۸۰                        | ۲۰۰۰      |
| ۱۱۰  | کلمبیا               | ۴٫۵۰                        | ۲۰۱۰ est. |
| ۱۱۱  | یمن                  | ۹٫۰۰                        | ۲۰۱۰ est. |
| ۱۱۲  | پاراگوئه             | ۶٫۵۰                        | ۲۰۱۰ est. |
| ۱۱۳  | استونی               | ۱۰٫۰۰                       | ۲۰۱۰ est. |
| ۱۱۴  | بوتسوانا             | ۶٫۹۰                        | ۲۰۱۰ est. |
| —    | کرانه باختری         | ۲٫۴۰                        | ۲۰۰۵      |
| —    | نوار غزه             | ۲٫۴۰                        | ۲۰۰۵      |
| ۱۱۵  | آلمان                | ۹٫۰۰                        | ۲۰۱۰ est. |
| —    | جهان                 | ۴٫۶۰                        | ۲۰۱۰ est. |
| ۱۱۶  | هلند                 | ۳٫۲۰                        | ۲۰۱۰ est. |
| ۱۱۷  | بلژیک                | ۴٫۰۰                        | ۲۰۱۰ est. |
| ۱۱۸  | موریتانی             | ۲٫۰۰                        | ۲۰۰۰ est. |
| ۱۱۹  | اریتره               | ۸٫۰۰                        | ۲۰۱۰ est. |
| ۱۲۰  | اکوادور              | ۲٫۰۰                        | ۲۰۱۰ est. |
| ۱۲۱  | چاد                  | ۳٫۰۰                        | ۲۰۱۰ est. |
| ۱۲۲  | روسیه                | ۸٫۳۰                        | ۲۰۱۰ est. |
| ۱۲۳  | بلیز                 | ۱٫۴۰                        | ۲۰۱۰ est. |
| ۱۲۴  | برونئی               | -۵٫۴۰                       | ۲۰۰۸ est. |
| ۱۲۵  | اردن                 | ۲٫۷۰                        | ۲۰۱۰ est. |
| ۱۲۶  | صربستان              | ۱٫۳۰                        | ۲۰۱۰ est. |
| ۱۲۷  | نپال                 | ۱٫۸۰                        | FY۰۸      |
| ۱۲۸  | مقدونیه شمالی        | ۱٫۳۰                        | ۲۰۱۰ est. |
| ۱۲۹  | شیلی                 | ۳٫۲۰                        | ۲۰۱۰ est. |
| ۱۳۰  | لوکزامبورگ           | ۱٫۷۰                        | ۲۰۰۹ est. |
| ۱۳۱  | گابن                 | ۴٫۸۰                        | ۲۰۱۰ est. |
| ۱۳۲  | جامائیکا             | -۲٫۰۰                       | ۲۰۱۰ est. |
| ۱۳۳  | هائیتی               | -۸٫۰۰                       | ۲۰۱۰ est. |
| ۱۳۴  | سوئد                 | ۸٫۰۰                        | ۲۰۱۰ est. |
| ۱۳۵  | اسواتینی             | ۱٫۰۰                        | ۲۰۱۰ est. |
| —    | جزایر کوک            | ۱٫۰۰                        | ۲۰۰۲ est. |
| ۱۳۶  | تونگا                | ۲٫۵۰                        | ۲۰۱۰ est. |
| ۱۳۷  | پرتغال               | ۰٫۹۰                        | ۲۰۱۰ est. |
| ۱۳۸  | گویان                | ۲٫۵۰                        | ۲۰۱۰ est. |
| ۱۳۹  | قزاقستان             | ۷٫۳۰                        | ۲۰۱۰ est. |
| ۱۴۰  | ژاپن                 | ۱۵٫۵۰                       | ۲۰۱۰ est. |
| ۱۴۱  | دانمارک              | ۰٫۴۰                        | ۲۰۰۸ est. |
| ۱۴۲  | مجارستان             | ۵٫۰۰                        | ۲۰۱۰ est. |
| ۱۴۳  | نروژ                 | ۰٫۳۰                        | ۲۰۱۰ est. |
| ۱۴۴  | ایالات متحده آمریکا  | ۳٫۳۰                        | ۲۰۱۰ est. |
| —    | هنگ کنگ              | -۰٫۳۰                       | ۲۰۱۰ est. |
| ۱۴۵  | مکزیک                | ۶٫۰۰                        | ۲۰۱۰ est. |
| ۱۴۶  | ترکمنستان            | ۷٫۳۰                        | ۲۰۱۰ est. |
| ۱۴۷  | بریتانیا             | ۱٫۹۰                        | ۲۰۱۰ est. |
| ۱۴۸  | ایتالیا              | ۰٫۵۰                        | ۲۰۱۰ est. |
| —    | اتحادیه اروپا        | ۳٫۸۰                        | ۲۰۱۰ est. |
| ۱۴۹  | کاستاریکا            | ۳٫۰۰                        | ۲۰۱۰ est. |
| ۱۵۰  | مالدیو               | -۰٫۹۰                       | ۲۰۰۴ est. |
| ۱۵۱  | کانادا               | ۵٫۸۰                        | ۲۰۱۰ est. |
| ۱۵۲  | نیوزیلند             | ۲٫۰۰                        | ۲۰۱۰ est. |
| ۱۵۳  | کومور                | -۲٫۰۰                       | ۱۹۹۹ est. |
| —    | تایوان               | ۲۶٫۴۰                       | ۲۰۱۰ est. |
| ۱۵۴  | باربادوس             | -۳٫۲۰                       | ۲۰۰۰ est. |
| ۱۵۵  | لتونی                | -۱٫۸۰                       | ۲۰۱۰ est. |
| ۱۵۶  | ونزوئلا              | -۸٫۰۰                       | ۲۰۱۰ est. |
| ۱۵۷  | سودان                | ۳٫۵۰                        | ۲۰۱۰ est. |
| ۱۵۸  | سنگاپور              | ۲۵٫۰۰                       | ۲۰۱۰ est. |
| ۱۵۹  | زیمبابوه             | ۴٫۰۰                        | ۲۰۱۰ est. |
| ۱۶۰  | اسپانیا              | -۲٫۰۰                       | ۲۰۱۰ est. |
| ۱۶۱  | فرانسه               | ۳٫۵۰                        | ۲۰۱۰ est. |